# Control de autoritate
În știința informației, controlul de autoritate organizează informațiile atribuind un nume unic sau un cod fiecărui subiect (autor, subiect, serie, organizație). Acest nume sau cod unic este folosit peste tot, evitând confuziile cauzate de transliterații, pseudonime sau traduceri. 
Bibliotecarii creează și actualizează baze de date numite fișiere de autoritate, care conectează informațiile între ele.

## Beneficii ale controlului de autoritate
- Cercetare mai eficientă;[9][10]
- Face căutările mai previzibile;[11][12][9]
- Consistența înregistrărilor;[13][14][15]

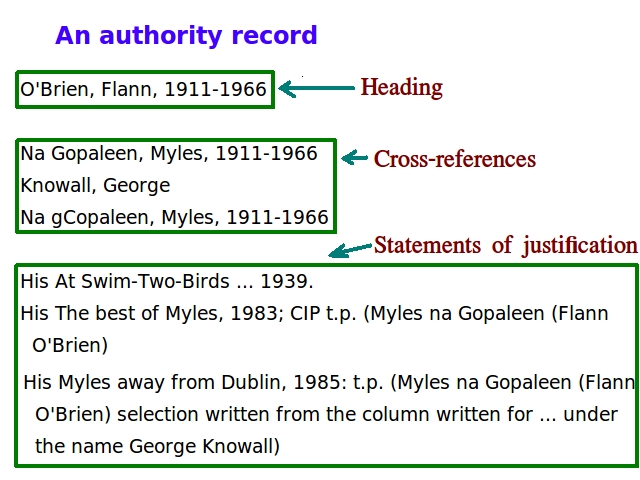

- Organizare și structurare a informațiilor;[10]
- Eficiență pentru bibliotecari;[10][12]
- Maximizează resursele bibliotecii;[10]
- Reduce erorile.[16][7]